# Ségrégation raciale aux États-Unis

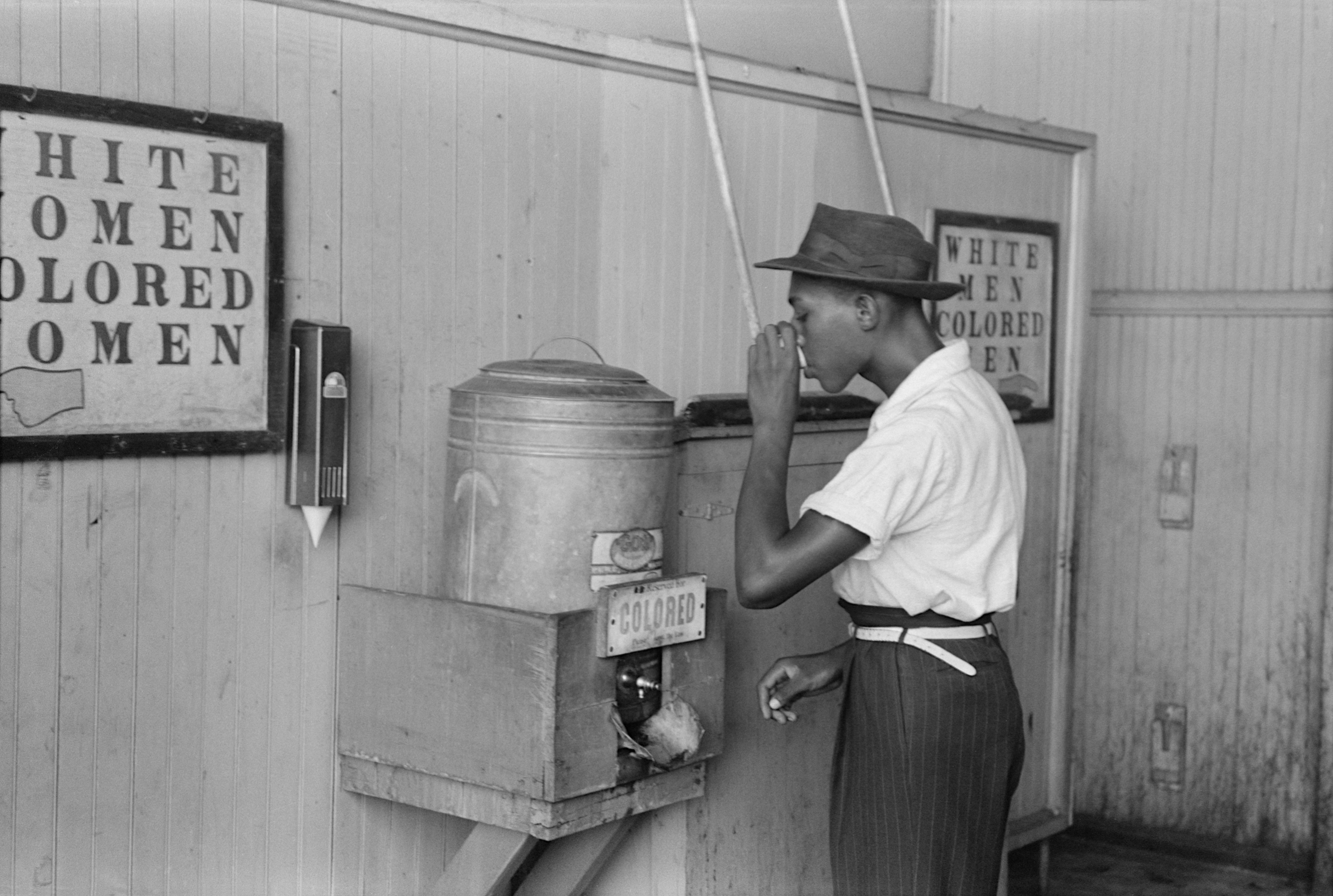
Un homme noir boit à un distributeur d'eau réservé aux gens de couleur à un terminal de tramway en 1939, à Oklahoma City.

La ségrégation raciale aux États-Unis est une politique de séparation des personnes, selon des critères raciaux, mise en place principalement dans les États du Sud, entre 1877 et 1964 (ségrégation de jure) pour contourner l’effectivité de l'égalité des droits civiques des Afro-Américains garantis par la Constitution des États-Unis au lendemain de la guerre de Sécession à savoir : le treizième amendement du 6 décembre 1865 abolissant l'esclavage suivi du quatorzième amendement de 1868, accordant la citoyenneté à toute personne née ou naturalisée aux États-Unis et interdisant toute restriction à ce droit, et du Quinzième amendement de 1870, garantissant le droit de vote à tous les citoyens des États-Unis.
Né à la suite de la guerre de Sécession et plus spécialement après la période dite de la Reconstruction, le système ségrégationniste s’ancre progressivement dans le droit des États américains du sud, avec les lois Jim Crow à partir de 1877, et notamment via l’arrêt de la Cour suprême de 1896 Plessy v. Ferguson. Il repose sur la doctrine dite « Séparés mais égaux ».
La ségrégation de jure est abolie sous l’effet du mouvement américain des droits civiques au cours des années 1960 par l'adoption de différentes lois fédérales comme le Civil Rights Act de 1964, le Voting Rights Act de 1965 et le Civil Rights Act de 1968 prohibant toutes les lois et réglementations ségrégatives sur l'ensemble des États-Unis. Toutefois, le pays connaît une ségrégation de fait, et même une augmentation de cette ségrégation en ce qui concerne les écoles, grâce à une ségrégation sociale dans l'habitat, l'arrivée à terme de mécanismes de contrôle et la mise en place par les Blancs d'origine WASP d'outils visant à lutter contre la déségrégation initiale.

## Histoire

### Abolition de l'esclavage
L'esclavage est proscrit dans l'Empire britannique le 1er janvier 1838. Lors de la Révolution française, la Déclaration des droits de l'homme et du citoyen de 1789 déclare l'égalité entre les Hommes. L'esclavage dans les colonies françaises est aboli en 1794, puis remis en place par Napoléon Bonaparte en 1802. Thomas Jefferson obtient en 1807, dans la foulée de l'abolition de la traite au Royaume-Uni, que la traite négrière soit interdite officiellement sur le territoire américain à partir du 1er janvier 1808, même si les contrebandiers la poursuivirent clandestinement pendant plusieurs dizaines d'années. Si certains États de la côte est comme le Vermont, l'État de New York, le Massachusetts, le New Hampshire, le Rhode Island et autres ont aboli l'esclavage dès la fin du XVIIIe siècle, l'esclavage est aboli définitivement dans l'ensemble du territoire des États-Unis par le treizième amendement du 6 décembre 1865,,.

### Mise en place de la ségrégation
La ségrégation raciale de jure aux États-Unis (1877-1964) s'installe progressivement dans les États du Sud après la période dite de la « Reconstruction » faisant suite à la guerre de Sécession et se terminant avec le compromis de 1877 par lequel l'occupation des ex-États confédérés d'Amérique par les troupes du Nord prit fin. L'ensemble des lois ségrégationnistes, votées par les assemblées législatives des divers États du Sud sont connues sous le nom de Lois Jim Crow.

### Lois Jim Crow

#### Un titre de loi infamant
Pour entraver les nouveaux droits des Afro-Américains les États du Sud utilisent deux dispositifs, le premier passe par le terrorisme et la violence avec le Ku Klux Klan (KKK) et les lynchages, le deuxième est légal et réglementaire : les lois Jim Crow issues des Black Codes,. Ces lois dites Jim Crow désignent les différentes dispositions que les États du Sud et d'autres ont mises en place pour entraver l'effectivité des droits constitutionnels des Afro-Américains. Elles commencent en 1877 et seront définitivement abolies dans la fin des années 1960 avec l'adoption de différentes lois fédérales mettant fin à la ségrégation raciale dans tout le territoire des États-Unis : le Civil Rights Act de 1964, le Voting Rights Act de 1965 et le Civil Rights Act de 1968.
Le terme Jim Crow trouve son origine dans la culture populaire américaine par une chanson de 1828, Jump Jim Crow, imitation caricaturale et raciste d'un esclave afro-américain créée par l'auteur Thomas Dartmouth « Daddy » Rice (1808–1860).

#### ArrêtHall v. DeCuiret légalisation de la ségrégation
Les Lois Jim Crow vont pouvoir légalement se développer grâce à un arrêt de la Cour suprême. Tout commence sur un bateau à vapeur, le Governor Allen qui relie La Nouvelle-Orléans en Louisiane à Vicksburg, Mississippi. Monsieur Benson, propriétaire et capitaine du bateau entre en conflit avec l'une de ses passagères madame DeCuir, une Afro-Américaine. Cette dernière, pour se reposer, désire utiliser une cabine réservée aux Blancs. Benson le lui interdit, il lui dit qu'elle doit se rendre dans la galerie des cabines réservées aux personnes de couleur. Or, cette injonction ségrégative est contraire au XIVe amendement ratifié par la Louisiane, d'autant plus que le bateau naviguant sur le Mississippi et donc traversant plusieurs États, son règlement ne saurait dépendre des diverses lois ségrégationnistes édictées par les États traversés mais des seules décisions du Congrès de Washington. Pour savoir si la décision de la compagnie fluviale est constitutionnelle, monsieur Hall, qui reprend le litige après le décès du capitaine Benson, présente en 1870 l'affaire à la Cour suprême, c'est le cas Hall v. DeCuir. En 1877, la Cour suprême rend enfin son arrêt. Dans ses attendus, la Cour suprême constate que le Mississippi traverse des États dont certains n'ont pas ratifié le XIVe amendement, donc en toute logique, une compagnie de transport inter-États devrait se soumettre à différentes lois contradictoires ; ainsi selon l'État traversé la discrimination ira jusqu'à refuser l’accès d'une personne de couleur, selon un autre ce sera la mixité et enfin dans un dernier cas la ségrégation. Devant ce qui apparaît comme une entrave à la libre circulation des entreprises de transports en commun, la Cour suprême arrête qu'à partir du moment où une compagnie de transport en commun ouvre le même service à ses clients blancs comme de couleur mais dans des compartiments, des cabines, des sièges séparés, cela est conforme à la Constitution. Cet arrêt ouvre la porte à la ségrégation raciale et aux différentes lois Jim Crow qui vont imposer la ségrégation non seulement dans les transports en commun (bateaux, trains, diligences, etc.) mais dans l'ensemble des espaces et des services publics comme les écoles, les restaurants, les toilettes, les hôpitaux, les églises, les bibliothèques, les manuels scolaires, les salles d'attente, les salles de spectacles, les logements, les prisons, les pompes funèbres, les cimetières : un peu partout dans le Sud vont fleurir des panneaux For White Only,,,,.
Les lois Jim Crow en excluant les Afro-Américains de nombreux secteurs de la vie économique, conduisent à la création et au développement d'une économie afro-américaine, presse, assurances, banques, mutualité, services de pompes funèbres pour Noirs, hôtellerie-restauration, hôpitaux, établissement scolaires et universitaires, etc. permettant le développement d'une bourgeoisie et d'une élite afro-américaine[réf. nécessaire].

#### Arrêt Plessy v. Ferguson

##### Affaire
Afin d'obtenir l'invalidation de la loi pour les transports à l'intérieur de l'État, et plus largement de mettre en cause la ségrégation dans son ensemble sur le plan constitutionnel, Homer Plessy accepte d'enfreindre la loi, pour porter la question devant les tribunaux. Plessy est « d'ascendance mêlée, pour sept huitièmes blanc, et pour un huitième de sang africain, et la présence de « sang d'homme de couleur » n'est pas discernable en lui ». Pour la loi de Louisiane, c'est un Noir. Le 7 juin 1892, il s'installe dans une voiture réservée aux Blancs, alors qu'on a veillé à ce que la compagnie de chemins de fer connaisse sa qualité de métis. Il refuse d'obéir au contrôleur qui lui demande de se déplacer. Il est expulsé du train et arrêté.
Le cheminement légal de l'affaire est complexe. Plessy est poursuivi devant la cour de district de la Nouvelle Orléans, qui relève du pouvoir judiciaire de la Louisiane, et non de celui des États-Unis. Le juge John Howard Ferguson préside à l'affaire. La défense de Plessy s'appuie sur son apparence d'homme blanc et affirme que la décision de l'État de Louisiane de le traiter comme un Noir le prive de ses droits, en l'espèce sa « réputation d'homme blanc », privation de propriété qui est une violation de la clause de due process du XIVe amendement. Plessy refuse d'ailleurs de répondre, devant le tribunal, à la question de sa race. À ce stade de la procédure, ce n'est pas la ségrégation en totalité qui est contestée. Les adversaires de la ségrégation, qui sont derrière la défense de Plessy, peuvent espérer une victoire totale, avec l'invalidation par les tribunaux de la ségrégation, mais le choix de Plessy comme « victime » laisse aussi la porte ouverte à une demi-victoire, d'un coup sérieux porté à la ségrégation en rendant la situation des métis si confuse que la loi serait difficile à appliquer. Alors que l'affaire est en cours devant le juge Ferguson, Plessy demande à la Cour suprême de Louisiane un « ordre de prohibition » (writ of prohibition) enjoignant au juge Ferguson de cesser les poursuites contre lui, au vu de l'inconstitutionnalité de la loi sur laquelle elles s'appuient. Le nom de Ferguson comme partie à l'affaire est donc tout à fait technique et sans importance réelle. L'affaire au fond est Louisiane contre Plessy. La Cour suprême de Louisiane, en accord avec le juge Ferguson, rejette la demande, et affirme la constitutionnalité du Separate Car Act quand il s'applique à des transports qui ne franchissent pas les frontières de l'État. Plessy en appelle à la Cour suprême des États-Unis.
La défense de Plessy présente deux mémoires juridiques devant la Cour suprême. Le premier est signé par Albion W. Tourgée et James C. Walker et le second par Samuel F. Phillips et F.D. McKenney. Les plaidoiries, menées successivement par Tourgée et Phillips, ont lieu le 13 avril 1896.

##### Arrêt
La décision de la Cour, rendue le 18 mai 1896, est obtenue par sept voix contre une (un des neuf juges n'ayant pas participé aux débats). Elle est en défaveur de Plessy.
L'opinion de la Cour est rédigée par le juge Brown. Elle écarte d'abord toute référence au XIIIe amendement. Le XIIIe amendement abolit l'esclavage. Il ne s'applique pas au-delà, notamment pas à de simples discriminations raciales. S'il en était autrement, ni les Civil Rights Acts, ni le XIVe amendement n'auraient été nécessaires. Le juge Brown écrit même « nous ne comprenons pas l'insistance du plaignant à s'appuyer sur le XIIIe amendement ». L'interprétation faite ici du XIIIe amendement est habituelle. Si cet amendement réalise l'abolition immédiate de l'esclavage, ce n'est que rarement que la Cour en accepte des interprétations plus larges, décidant par exemple que la loi ne peut imposer un travail forcé en paiement d'une dette, ou pénaliser la non-exécution d'un contrat de travail, simple faute civile. En 1968 cependant, la Cour ouvre la porte à une interprétation plus large, au moins de la clause de compétence du Congrès, lui permettant de s'opposer à des discriminations (qui plus est d'origine privée, ici le refus de la vente d'un bien immobilier) en cela qu'elles sont la marque de séquelles de l'esclavage. Incidemment, la Cour laisse ouverte la possibilité que l'amendement seul (sans que le Congrès n'ait à légiférer) puisse avoir des effets autres que la seule abolition de l'esclavage. C'est cependant le XIVe amendement qui reste le principal fondement de la déségrégation.
Le juge Brown aborde ensuite le XIVe amendement. Il note que « l'objet de l'amendement est sans aucun doute d'imposer une totale égalité des deux races devant la loi. Mais de par la nature des choses, il ne peut avoir voulu abolir les distinctions fondées sur la couleur, imposer une égalité sociale par opposition à politique, ni le mélange (comingling) des deux races selon des termes qui ne seraient satisfaisants pour aucune. Les lois permettant ou même imposant leur séparation, dans les lieux où elles pourraient entrer en contact n'impliquent pas l'infériorité d'une des races par rapport à l'autre et ont généralement, sinon universellement, été reconnues comme relevant de la compétence des législatures des États, dans l'exercice de leur pouvoir de police ». En appui, il cite les lois imposant la ségrégation dans les écoles, validées « même par les tribunaux des États qui ont garanti les droits des Noirs avec le plus d'empressement, et le plus d'ancienneté » (la Cour suprême les déclarera inconstitutionnelles en 1954 avec l'arrêt Brown v. Board of Education). Il cite aussi les lois interdisant les mariages mixtes dans divers États qui « bien que constituant techniquement des entraves à la liberté de contrat, ont été universellement reconnues comme relevant du pouvoir de police des États » (la Cour suprême y met fin par l'arrêt Loving v. Virginia en 1967). Il cite ensuite plusieurs affaires récentes tendant à valider la ségrégation. À la défense de Plessy, qui imagine quantité de lois déraisonnables qui pourraient être faites en s'appuyant sur les mêmes principes (séparer les gens selon la couleur des cheveux, faire que les Blancs peignent leur maison en blanc, et que les Noirs la peignent en noir), il répond que les pouvoirs de police de l'État doivent s'exercer raisonnablement et que les tribunaux y veillent. En l'espèce, la loi est raisonnable, se fondant sur les traditions du peuple, sa volonté, l'agrément de chacun et la recherche de la tranquillité publique.
Enfin, il traite la question de la réputation de Plessy en tant que Blanc, réputation que Plessy assimile à une propriété, protégée par la Constitution : « l'argument suppose nécessairement que la séparation imposée des deux races mette une marque d'infériorité sur la race colorée. S'il en est ainsi, ce n'est pas en raison de quoi que ce soit qu'on puisse trouver dans la loi, mais seulement en raison de l'interprétation que la race colorée choisit d'en faire. L'argument suppose aussi que la loi pourrait venir à bout des préjugés sociaux, et que des droits égaux pour les Noirs ne pourraient être assurés qu'en imposant l'intégration des deux races. Nous ne pouvons accepter cette proposition. Si les deux races doivent se rencontrer socialement à égalité, ce sera à la suite de l'appréciation mutuelle de leurs mérites, et du consentement volontaire des individus. Ces fins ne peuvent être atteintes, ni approchées par des lois qui vont à l'encontre du sentiment général de la communauté à laquelle elles s'appliquent ».

##### Opinion dissidente du Juge Harlan
Le juge John Marshall Harlan se prononce, seul, contre la décision, comme il l'avait fait en 1883 en défendant seul la constitutionnalité du Civil Rights Act de 1875. Selon l'usage, il rédige une opinion expliquant son désaccord (dissenting opinion). Quoique sans valeur légale, cette opinion préfigure l'interprétation moderne du XIVe amendement et le démantèlement de la ségrégation, en particulier à partir de l'arrêt Brown v. Board of Education (1954). Il est notable que Harlan, seul juge de la Cour suprême à s'opposer à la ségrégation dans les deux principales décisions qui la légalisent, soit originaire d'un État esclavagiste (mais n'ayant pas rejoint les États confédérés), le Kentucky, et ait été propriétaire d'esclaves avant la guerre.
Le juge Harlan remarque d'abord que la loi interdit à une personne noire et une personne blanche qui désireraient voyager ensemble de le faire. Cependant, « si apparente que soit l'injustice de cette loi, nous devons seulement examiner si elle est constitutionnelle ».
À cet égard, il note d'abord que le chemin de fer est une voie publique (public highway), cela bien que la compagnie qui le possède soit privée. Ainsi, le raisonnement des Civil Rights Cases ne peut s'appliquer. Il affirme ensuite que « la Constitution des États-Unis ne permet pas à quelque autorité publique que ce soit de connaître de la race de ceux qu'elle doit protéger dans la jouissance de leurs droits ». Sur le XIIIe amendement, il défend l'interprétation la plus large, déclare qu'il a « non seulement mis fin à l'esclavage, mais aussi interdit l'instauration de toute obligation ou incapacité (burden or disabilities) qui serait une marque (badge) de la servitude ». À propos du XIVe amendement, il rappelle la décision Strauder v. West Virginia (en) de 1879, qui rejetait une loi excluant les Noirs des jurys : « les mots du XIVe amendement interdisent, mais ils contiennent l'implication d'un droit positif, inestimable pour la race colorée, celui d'être exempt de toute législation inamicale à son encontre, en tant que race colorée » (la Cour, dans son opinion, distingue égalité politique et égalité sociale, et refuse le parallèle avec Strauter). Il rejette le raisonnement selon lequel la loi de la Louisiane « ne constitue pas une discrimination, mais offre des conditions égales aux citoyens des deux races. Chacun sait que l'intention de cette loi n'est pas d'exclure les Blancs des voitures des Noirs, mais bien les Noirs des voitures des Blancs ».

Le texte prend ensuite un tour plus politique, défend la nécessité d'une société racialement intégrée, et reproche à la Cour de rendre un arrêt qui s'avérera « aussi pernicieux que la décision de ce tribunal dans l'affaire Dred Scott ». Sa conclusion annonce ce que sera, beaucoup plus tard, la base légale de la déségrégation :
« Mon opinion est que la loi de la Louisiane est incompatible avec la liberté personnelle des citoyens, Blancs comme Noirs, de cet État et contraire tant à la lettre qu'à l'esprit de la Constitution des États-Unis. Si d'autres lois de même nature devaient voir le jour dans d'autres États de l'Union, l'effet en serait des plus nocifs. L'esclavage comme institution tolérée par la loi aurait, c'est vrai, disparu de notre pays ; mais il resterait aux États le pouvoir, par une législation sinistre, d'interférer avec la pleine jouissance de la liberté, de réguler les droits civiques communs à tous les citoyens sur la base de leur race, de tenir dans une infériorité légale un grand nombre de citoyens américains qui forment maintenant une partie de notre communauté politique, appelée le “Peuple des États-Unis”, pour lequel et par lequel, à travers ses représentants, notre gouvernement existe. Un tel système est incompatible avec la garantie, donnée par la Constitution à chaque État, d'une forme républicaine de gouvernement et il peut y être mis fin par l'action du Congrès ou des tribunaux dans l'accomplissement de leur devoir solennel de faire appliquer la loi suprême du pays, nonobstant toute disposition contraire de la Constitution ou des lois de l'un quelconque des États. »

#### Ségrégués de la naissance à la mort
Les lois Jim Crow limitent l'ensemble de la vie sociale, économique et politique des Afro-Américains de leur naissance jusqu'à leur mort. En rajoutant, à la ségrégation, des restrictions aux droits à la propriété, à établir son entreprise, à l'éducation, à se marier en dehors de sa « race », les interactions avec les blancs sont limitées au strict nécessaire professionnel. Ces lois s'appliquent d'autant plus facilement que les juges et les forces de polices sont des Sudistes acquis aux thèses racistes et ségrégationnistes qui invalident tout recours, toute contestation. Pour éliminer le poids du vote des Afro-Américains dans les élections, quand le terrorisme du Klan ou de la White League est jugé insuffisant, dans certains comtés une taxe est créée pour avoir le droit de vote, puis se généralisent les tests pour vérifier l'aptitude intellectuelle à voter. Les questions sont d'une difficulté inhabituelle comparées à celles posées aux Blancs, comme être capable de réciter la Constitution et ses différents amendements, ou bien les questions sont absurdes, par exemple « How many angels can dance on the head of a pin / » (« Combien d'anges peuvent-ils danser sur la pointe d'une épingle ? » ou « How many bubbles in a soap bar » (« Combien de bulles peut-on faire avec une savonnette ? ». Seule une minorité d'Afro-Américains arrive à voter et quand elle le fait, souvent, les représailles tombent, au mieux le fouet, au pire la pendaison sommaire ou l'exécution des votants et de leur famille,,,,.

##### Green Book
Une édition du Negro Motorist Green Book (dit Green Book) est publiée chaque année entre 1936 et 1966 par Victor Hugo Green. C'est un guide de voyage qui donnait annuellement la liste des hôtels, campings, restaurants, bars, dancings, garages, stations d'essence, etc., où les Noirs étaient les bienvenus au milieu des terres ségrégationnistes. Limitée à l'origine à la métropole new-yorkaise, l'édition remporte un grand succès et couvre ensuite presque tous les États-Unis, partie du Canada, du Mexique et des Caraïbes, et devient « la bible du voyageur noir durant les lois Jim Crow ». Des guides de ce type existaient déjà à l'époque pour le public juif des États-Unis, lui aussi victime de discriminations.

### Abolition progressive de la ségrégation légale
Les différents mouvements et actions visant l'application des droits civiques auront pour objet l'abrogation de ces différentes lois, notamment par la saisine de la Cour Suprême pour demander des arrêts au sujet de situations de ségrégation pour en vérifier la constitutionnalité.
À partir des années 1940, sous la pression du mouvement des droits civiques, des trains de décrets de lois fédérales et d’arrêts de la Cour suprême vont garantir les droits constitutionnels des Afro-Américains et démanteler les lois qui s'y opposaient : l'Executive Order 8802 signé par Franklin Delano Roosevelt le 25 juin 1941, l'ordre exécutif no 9808 du 5 décembre 1946 signé par Harry Truman, l'arrêt Brown v. Board of Education en 1954, L'arrêt Browder v. Gayle du 5 juin 1956, puis viennent le Civil Rights Act de 1957, le Civil Rights Act de 1964, le Voting Rights Act de 1965 et le Civil Rights Act de 1968 prohibant toutes les lois et réglementations ségrégatives sur l'ensemble des États-Unis. En 1967, la Cour suprême juge anticonstitutionnelles les lois interdisant les mariages mixtes entre individus de couleurs différentes (arrêt Loving v. Virginia).
Martin Luther King et le mouvement des droits civiques ne sont pourtant pas appréciés de l'opinion publique américaine et la marche sur Washington pour l'emploi et la liberté (28 août 1963) est rejetée par les deux tiers des Américains. D'après les sondages effectués par The New York Times en 1964, les New-yorkais voient majoritairement en Martin Luther King un « extrémiste » et jugent « excessives » les revendications de droits civiques. En 1963, 59 % des personnes blanches se déclarent favorables à l’interdiction des mariages interraciaux, 55 % refusent de vivre à côté de personnes noires, et 90 % s'opposent à ce que leur fille sorte avec l’une d’elles. En 1966, les électeurs de Californie obtiennent par référendum l’annulation de dispositions favorables à la mixité raciale du logement.
Toutes les lois favorisant la ségrégation raciale n'ont pas été abrogées aux États-Unis, alors même que la Cour Suprême les a rendues inapplicables. Par exemple, jusqu'en 2022, la constitution de l'Alabama (en) dispose toujours que « des établissements scolaires distincts doivent être fournis pour les enfants blancs et les enfants noirs, et aucun enfant de l'une de ces deux races ne doit être autorisé à aller dans un établissement réservé à l'autre », et une proposition d'abrogation de cette disposition — en même temps que de toutes celles invalidées par le droit fédéral — a échoué de justesse en 2004.
D'après le Civil Rights Project de l'université Harvard, la déségrégation réelle des écoles publiques aux États-Unis a plafonné en 1988. Depuis, les écoles sont devenues, dans les faits, plus séparées. En 2005, la proportion d'élèves noirs dans des écoles majoritairement blanches est « à un niveau plus bas que celui de n'importe quelle année depuis 1968 ».

### Persistance de la ségrégation résidentielle  et «reségrégation» scolaire
Malgré l'abolition de la ségrégation légale, celle-ci est toujours présente à travers la ségrégation résidentielle, et la ségrégation scolaire qui en résulte, dans une forme plus marquée, malgré des tentatives telles que le busing. Certains parlent d'ailleurs d'une reségrégation pour parler de la tendance récemment observée d'une recrudescence des formes de séparation raciale, notamment dans les écoles, aux États-Unis,,,,.

#### Ségrégation résidentielle
La ségrégation résidentielle, bien qu'en légère diminution sur la période 1980-2000, est de même intensité pour les Hispaniques et les Asiatiques que celle rencontrée en Europe par différents groupes ethniques ; elle est fortement plus marquée pour les Noirs. Elle relève de cinq facteurs pouvant se recouper : les conditions démographiques et sociales, les préférences personnelles ou préjugés sur la composition raciale souhaitée de son lieu de vie, les comportements discriminatoires et illégaux des acteurs du marché immobilier, l'activité des institutions gouvernementales impliquées dans le processus de répartition immobilière, et enfin les politiques publiques.

#### Ségrégation scolaire
L'arrêt Milliken v. Bradley (en) rendu par la Cour suprême  le 25 juillet 1974 dit que les limites des districts scolaires ne peuvent être redessinées dans le but de lutter contre la ségrégation, à moins que la ségrégation ne soit le produit d'actes discriminatoires de la part des districts scolaires.
À la suite des arrêts Brown v. Board of Education de 1954, une tutelle juridique fut progressivement imposée à certaines des écoles concernées, d'autres mettant en place des plans de déségrégation de façon volontariste. Une fois libéré de cette tutelle lorsque les objectifs sont atteints, le district peut abandonner les pratiques d'inclusion, même si cela implique un retour à une ségrégation complète. Ce retrait de tutelle a été progressif et massif. Selon Byron Lutz (du MIT) ce phénomène conduit à la reségrégation des districts scolaires : quatre ans après la fin de la tutelle, un tiers des gains de la déségrégation en termes d'intégration sont perdus. Le phénomène est d'autant plus fort, hors États du Sud, que la ségrégation résidentielle est forte. Dans les États du Sud, il note un retour d'élèves blancs dans les écoles où la tutelle s'achève, ce qui permet d'en atténuer en partie les effets négatifs.
Les familles WASP ne reviennent pas vers les centres-villes et restent en banlieue afin de rester entre elles. C'est en partie le produit de ce qu'on appelle la sécession scolaire, une pratique courante selon laquelle les riches communautés WASP du pays choisissent de «se séparer de leurs districts scolaires publics pour en former des quartiers plus petits et plus exclusifs ». Selon Nikole Hannah-Jones, rédacteur au New York Times Magazine, « les écoles sécessionnistes, du moins dans le Sud, tirent leurs racines de l'arsenal d'outils mis en place par les communautés blanches pour résister au mandat de déségrégation établi par l'arrêt Brown ».

#### Autres formes de ségrégation
Cette ségrégation de facto touche aussi l'accès aux soins. En 2014, les Afro-américains ne représentent que 18 % des patients des hôpitaux universitaires  de New York — ceux proposant les techniques de soin les plus avancées — alors qu'ils constituent près du tiers de la patientèle des autres hôpitaux.

## Droit et lynchages

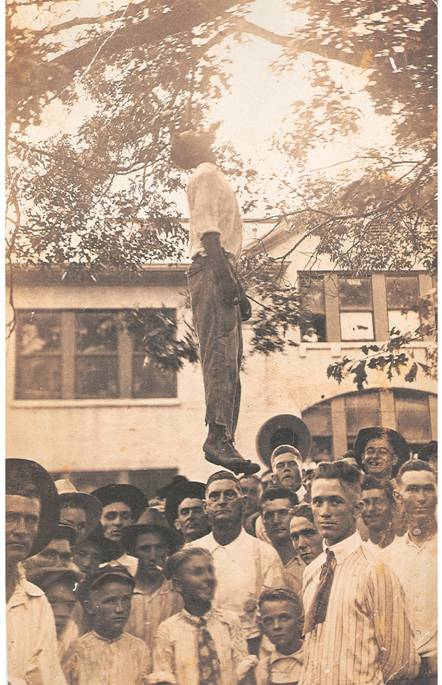
Carte postale représentant le lynchage de Lige Daniels, 16 ans, à Center au Texas, le 3 août 1920.

### Naissance d'une nation
Lorsque sort le 8 février 1915 le film Naissance d'une nation de D. W. Griffith, adaptation cinématographique du roman The clansman : an historical romance of the Ku Klux Klan (L'homme du Clan, une histoire d'amour historique du Ku Klux Klan) écrit par un fils et neveu de membres du Klan, Thomas F. Dixon Jr., les Afro-Américains et les Blancs soucieux des droits civiques dénoncent ce qui apparaît, en dehors de l'innovation esthétique, un film de propagande soulevant des polémiques violentes.
Le journal The Crisis organe de presse de la jeune National Association for the Advancement of Colored People (NAACP), lance une campagne de boycott, Oswald Garrison Villard y dénonce une incitation directe au meurtre, une intention délibérée pour attiser les préjugés racistes, une insulte contre une partie de la population, ses critiques sont reprises par la future prix Nobel de la paix, Jane Addams qui écrit dans l'Evening Post au sujet de la seconde partie du film qu'elle donne un image pernicieuse des Noirs, elle y dénonce la victimisation des Blancs, les falsifications historiques. Le scientifique Jacques Loeb de l'université Rockfeller qualifie le film de glorification de la folie meurtrière, le romancier Upton Sinclair en parle comme étant le film le plus vénéneux qui soit, des universitaires comme l’abolitionniste Samuel McChord Crothers ou Albert Bushnell Hart démontrent que les faits rapportés dans la seconde partie du film ne sont que des fictions corroborées par aucune source. Malgré cela, le 15 mars 1915, le National Board of Review (commission de la censure) autorise le film après avoir obtenu la suppression de quelques séquences parmi les plus violentes. Cette version révisée ne satisfait nullement les attentes des partisans de sa censure comme Oswald Garrison Villard et W. E. B. Du Bois de la NAACP ou la suffragette Harriot Eaton Stanton Blatch car elle n'ôte rien à son caractère raciste. Le 30 mars 1915 le maire de New York John Purroy Mitchel, donne raison aux détracteurs du film et demande à son tour des coupes à l’intérieur du film, il n'obtient que la suppression de la scène finale ou les Afro-Américains sont déportés en Afrique. Alors que le film va être projeté à Boston, Dixon avive les tensions en déclarant que l'une de ses intentions en écrivant The clansman est de créer un sentiment d'exécration envers les gens de couleur chez la population blanche et plus particulièrement chez les femmes blanches. Le 17 avril 1915, alors que le film va être projeté au theâtre Tremont de Boston, William Monroe Trotter, figure majeure de la communauté afro-américaine de Boston, prend la tête d'une manifestation qui envahit la salle. Deux cents policiers sont appelés pour les évacuer, Monroe Trotter et onze autres manifestants sont arrêtés. Devant l'hostilité envers le film, James Michael Curley, le maire de Boston ferme la salle, le lendemain, le gouverneur du Massachusetts David I. Walsh, lui prend le pas et promulgue une loi interdisant les films pouvant provoquer des incidents racistes, mais sa loi est invalidée comme étant inconstitutionnelle. Parallèlement, Mary Childs Nerney, secrétaire générale de la NAACP, écrit une lettre ouverte à la commission de la censure pour obtenir des coupures plus significatives, qu'elles nuiraient en rien au succès du film qui engrange des profits remarquables,,,,.

### Renaissance du Klan
William Joseph Simmons, un ex prédicateur de l'Église méthodiste révoqué pour son incompétence et son ivrognerie notoire, s'inspire de la popularité du film Naissance d'une nation et de son apologie du Klan pour le relancer. Le 16 octobre 1915, il réunit autour de lui trente quatre hommes pour signer une charte qui, à la date du Thanksgiving suivant (le jeudi 25 novembre 1915), devient la charte des Chevaliers du Ku Klux Klan (Knights of the Ku Klux Klan). Cette charte est calquée sur un exemplaire du Prescript de 1867 du premier Ku Klux Klan, dont il a obtenu une copie (une version est publiée en 1917 sous le titre de Kloran,). La cérémonie se déroule au sommet de la Stone Mountain en Géorgie,, Simmons est intronisé Grand sorcier. toujours sous l'inspiration du film Naissance d'une nation il dresse une croix enflammée qui deviendra un rituel du Klan. Simmons lors de cette cérémonie insiste sur le fait que cette organisation se veut être une renaissance du premier Klan de l’ère de la Reconstruction. Il souhaite que le Klan soit un mouvement qui puisse unifier les White Anglo-Saxon Protestant contre les forces menaçant le mode de vie américain, ces forces étant représentées par les Afro-Américains, les Catholiques, les Juifs, les étrangers, les immigrants et tout groupe dont les traditions sont contraires au mode de vie conservateur de l'Amérique rurale. Il reprend ainsi les thèses nativistes qui prétendent incarner les valeurs des Pères fondateurs,,,.
Avec la multiplication des Klansmen, les nouveaux venus ne pensent qu'à pratiquer des coups de main contre les ennemis de l’Amérique pure, qui vont de la flagellation au lynchage en passant par le racket,. À Mer Rouge dans la Louisiane, des Klansmen assassinent deux Blancs qui s'opposent à eux, en les battant à mort. À Lorena dans le Texas, c'est le shérif qui, voulant mettre fin à une parade des Klansmen, est abattu de deux balles. Il réchappe à la mort, porte plainte, mais les accusés sont innocentés par le jury qui dans ses attendus précise que le shérif n'avait pas le droit « d’interférer sur une affaire qui le regardait pas », ce qui fait dire au jeune juriste Leon Jaworski qu'en ce qui concerne le Klan, il n'y avait pas de justice. L'Institut Tuskegee (actuelle Université Tuskegee) qui tient un observatoire des actes du Klan, comptabilise 726 lynchages sur la période qui va de 1915 à 1935.

### Dyer Anti-Lynching Bill
Entre 1890 et 1930, quarante États décident de mettre fin aux pratiques terroristes du lynchage. Les mesures prises varient d'un État à l'autre, loi de protection des prisonniers une fois en détention, dans d'autres les shérifs deviennent responsables des cas de lynchage et sont passibles de poursuites pénales et pour d'autres encore des lois avaient établi le droit des personnes à poursuivre la ville ou le comté pour dommages-intérêts voire demander l'intervention de la garde de l'État pour faire disperser une foule menaçante. Mais ces divers dispositifs réglementaires étaient peu suivis dans les États du Sud, pour éviter des lynchages publics, de véritables escadrons de la mort opéraient de nuit pour se rendre au domicile du suspect pour accomplir leur forfait. Ida B. Wells publie deux ouvrages documentés sur les lynchages : Southern Horrors (1892) et The Red Record (1895). Face à cette persistance de la pratique du lynchage, la NAACP lance une grande campagne contre le lynchage. Sous la direction de James Weldon Johnson, la NAACP élabore un projet de loi anti-lynchage que le représentant républicain du Missouri, Leonidas C. Dyer (en) reprend et la présente à la Chambre des représentants en janvier 1918, la loi est adoptée en 1922 mais elle est refusée par le Sénat à cause l’obstruction des sénateurs démocrates et abandonnée,,,. Ce projet de loi sera présenté régulièrement, il faudra attendre 2020 pour qu'enfin la pratique du lynchage devienne un délit fédéral. Cette loi porte le nom d'Emmett Till Antilynching Act en mémoire du lynchage d'Emmett Till,.

### Déclin
À partir des 1890, des juristes et des clercs dénoncent la barbarie du lynchage, ses erreurs judiciaires, son côté arbitraire et commencent à s'interroger sur sa constitutionnalité et à proposer des remèdes. Peu à peu la pratique du lynchage diminue pour disparaître, même dans les Etats les plus racistes comme la Virginie ou la Georgie. Le Texas est l'Etat qui continuera les lynchages, il faut attendre 1942 pour que la pratique cesse sous le poids de l'opinion. Les lynchages continueront de façon sporadique, pratiqués par des groupuscules suprémacistes comme le lynchage particulièrement violent d'Emmett Till, jeune Afro-Américain de 14 ans, qui fut lynché après avoir été faussement accusé d'essayer de séduire une femme blanche. Emmett Till fut frappé jusqu'à en devenir méconnaissable (il eut les yeux arrachés, reçut un ou plusieurs tirs de pistolet, de très nombreux coups, un ventilateur de machine à trier le coton fut attaché autour de son cou avec du fil barbelé), puis il fut jeté encore vivant dans la rivière Tallahatchie (en), près de Glendora dans le Mississippi,,. Ces groupes suprémacistes préfèrent au lynchage des actes de terrorisme plus spectaculaires comme l'attentat de l'église baptiste de la 16e rue.

### Bilan
Entre 1901 et 1929, plus de 1 200 Afro-Américains ont été tués à la suite d'actes de lynchage, principalement dans les Etats de la Georgie et du Mississippi.
De 1877 à 1968, 4 743 personnes hommes, femmes et enfants – pratiquement une personne par semaine pendant quatre-vingts ans – furent ainsi victimes de ces pratiques aux États-Unis, perpétrées au nom d'une loi non écrite. Des années 1880 aux années 1930, on recense une majorité de victimes afro-américaines parmi les lynchés : 2 400 personnes (selon les sources) contre 300 personnes blanches, durant la même période. La plupart de ces lynchages ayant eu lieu dans les États du Sud des États-Unis. Bien souvent, le fait, pour une personne afro-américaine, d'avoir « offensé la suprématie blanche » : un regard, une rumeur, une dispute, des insultes, un témoignage à charge contre un Blanc, une infraction aux lois Jim Crow pouvaient la conduire à la potence,,,,,
Exemple, parmi des milliers, deux couples d'afro-américains (Roger et Dorothy Malcolm, ainsi que George et Mae Murray Dorsey) furent assassinés le 25 juillet 1946 à Monroe, ville située à 70 kilomètres au sud-est d’Atlanta, dans le comté de Walton, en Géorgie. Une trentaine de personnes les ayant extirpés de leurs voitures, ils furent ensuite abattus après avoir été attachés à des arbres, après quoi les corps furent jetés dans les buissons. À la suite de cela, le président Truman fut le premier homme politique américain à avoir, ouvertement, pris position contre le lynchage, d'autant plus que l'un des hommes était un vétéran de la Seconde Guerre mondiale et que Dorothy Malcolm était enceinte de sept mois. Truman envoya le FBI sur les lieux, mais les enquêteurs fédéraux se heurtèrent à un mur de silence. Leurs meurtriers échappèrent alors à la justice.
Un rapport (« Reconstruction in America: Racial Violence After the Civil War ») mené par l'association Equal Justice Initiative (en) en 2015 fait un nouveau décompte des actes de lynchages envers les Afro-Américains, dont le nombre de victimes entre 1865 et 1950 se monte à 6 500. L'enquête détaille près de 2 000 lynchages pour terroriser la population afro-américaine frappant aussi bien des hommes, des femmes et des enfants qui se sont produits pendant la période de la Reconstruction de 1865 à 1876,.

### Strange fruit
Le lynchage de Thomas Shipp et d'Abram Smith, en 1930 dans l'Indiana, inspira la chanson Strange Fruit composée par Abel Meeropol (sous pseudonyme), un artiste et sympathisant communiste qui adoptera les enfants des époux Rosenberg après leur exécution en 1953. Reprise par la chanteuse Billie Holiday en 1939 à New York, la chanson, qui constituait un réquisitoire émouvant contre la pratique du lynchage dans le Sud, devint un succès populaire pendant la Seconde Guerre mondiale. Toujours dans les années 1930, le New Dance Group se bat contre la ségrégation et dénonce le lynchage des Noirs dans le Sud.

## Églises afro-américaines
De même, la vie religieuse s'organisa pour lutter contre l'esclavage puis pour l'égalité des droits civiques. Le rôle des églises afro-américaines allait bien au-delà du simple culte religieux : elles servaient aussi de lieu de rassemblement communautaire, de coopératives économiques, de lieu de scolarisation et de médiation pour résoudre les conflits, afin de les régler de manière autonome et servir de médiateur auprès des autorités. Elles furent le moteur historique à l'origine du mouvement américain des droits civiques de Richard Allen à Martin Luther King.

## Excuses officielles
En juillet 2003, le président George W. Bush avait parlé de l'esclavage comme « l'un des plus grands crimes de l'Histoire », au cours d'une visite sur l'île de Gorée au Sénégal. Cinq ans plus tard, la Chambre des représentants présente des excuses pour l'esclavage et la ségrégation raciale envers les Noirs. Puis c'est au tour du Sénat des États-Unis le 18 juin 2009, qui fait amende honorable sous la forme d'une résolution symbolique.

### Années 1960-1999
- Ralph Ginzburg, 100 Years of Lynchings, Baltimore, Maryland, Black Classic Press, 1962, rééd. 22 novembre 1996 (réimpr. 1996) (1re éd. 1962), 270 p. (ISBN 978-0-933121-18-8, LCCN 90167936, lire en ligne).
- Willie Lee Rose et William H. Freehling (dir.), Slavery and Freedom, Londres & New York, Oxford University Press (réimpr. 1983) (1re éd. 1982), 276 p. (ISBN 978-0-19-502969-7, LCCN 82018773, lire en ligne).

### Années 2000-2019
- Karen Alonso, Loving V. Virginia : Interracial Marriage, Enslow Publishers, 2000, 120 p. (ISBN 978-0-7660-1338-4, lire en ligne).
- John Hope Franklin et Alfred A. Moss, From Slavery to Freedom : A History of African Americans, (Eighth Edition), McGraw-Hill, 11 avril 2000, 436 p. (ISBN 978-0-07-239361-3, lire en ligne).
- Jerrold M. Packard, American Nightmare : The History of Jim Crow, St. Martin's Press, 2003, 291 p. (ISBN 978-0-312-30241-2, lire en ligne).
- Diane L. Good, Brown V. Board of Education, Children's Press, 2004, 51 p. (ISBN 978-0-516-24225-5, lire en ligne).
- Jean-Marc Zaninetti, « Dynamiques urbaines de la Nouvelle-Orléans avant Katrina : étalement urbain et ségrégation raciale / Urban dynamics of New Orleans before Katrina: urban sprawl and racial segregation », Annales de Géographi, vol. 116, no 654,‎ mars - avril 2007, p. 188-209 (22 pages) (JSTOR 23457213).